# Helmut Längle
Helmut Längle (ur. 29 września 1936 w Zwischenwasser) – austriacki zapaśnik walczący w stylu klasycznym. Dwukrotny olimpijczyk. Zajął dwudzieste pierwsze miejsce w Rzymie 1960 i odpadł w eliminacjach turnieju w Tokio 1964. Startował w kategorii 79 kg. 
- Turniej w Rzymie 1960

Przegrał z Libańczykiem Yacoubem Romanosem i Amerykaninem Russellem Camilleri. 
- Turniej w Tokio 1964

Przegrał z Norwegiem Haraldem Barlie, Amerykaninem Russellem Camilleri i Bolesławem Dubickim.